# Ana Isabel Oliveira
Ana Isabel Oliveira (* 9. November 1963) ist eine ehemalige portugiesische Leichtathletin, die im Hürdenlauf sowie im Weit- und Dreisprung an den Start ging.
Sie startete für den Verein Benfica Lissabon, bei dem sie heute als Sportfunktionärin arbeitet. Insbesondere ist sie dort als Leiterin des olympischen Projektes bekannt, bei dem Athleten des Vereins auf Olympische Spiele vorbereitet werden.

## Sportliche Laufbahn
Erste internationale Erfahrungen sammelte Ana Isabel Oliveira vermutlich im Jahr 1981, als sie bei den Junioreneuropameisterschaften in Utrecht mit 14,77 s in der ersten Runde im 100-Meter-Hürdenlauf ausschied und im Weitsprung mit 6,05 m auf den zehnten Platz gelangte. 1983 gewann sie bei den Ibero-Amerikanischen Meisterschaften in Barcelona mit 6,13 m die Silbermedaille im Weitsprung hinter der Kubanerin Eloína Echevarría und sicherte sich mit der portugiesischen 4-mal-100-Meter-Staffel in 49,81 s die Silbermedaille hinter dem spanischen Team. 1986 schied sie bei den Halleneuropameisterschaften in Madrid mit 8,73 s in der Vorrunde im 60-Meter-Hürdenlauf aus und 1990 gewann sie bei den Halleneuropameisterschaften in Glasgow mit 13,44 m die Bronzemedaille im Dreisprung hinter Galina Tschistjakowa aus der Sowjetunion und der Ostdeutschen Helga Radtke. Zudem belegte sie dort im Weitsprung mit 6,33 m den zehnten Platz und schied über 60 m Hürden mit 8,75 s in der ersten Runde aus. Im August verpasste sie dann bei den Freiluft-Europameisterschaften in Split mit 6,23 m den Finaleinzug im Weitsprung. Zudem siegte sie mit 6,27 m bei den Ibero-Amerikanischen Meisterschaften in Manaus im Weitsprung. Im Jahr darauf belegte sie bei den Hallenweltmeisterschaften in Sevilla mit 13,22 m den fünften Platz im Dreisprung und 1992 gelangte sie bei den Halleneuropameisterschaften in Genua mit 12,89 m auf Rang 18, während sie im Weitsprung keinen gültigen Versuch zustande brachte. Im Jahr darauf beendete sie dann ihre aktive sportliche Karriere im Alter von 30 Jahren.
In den Jahren von 1980 bis 1984 wurde Oliviera portugiesische Meisterin im 100-Meter-Hürdenlauf sowie von 1981 bis 1983, 1985, 1986 und 1988 sowie 1990 und 1991 auch im Weitsprung. Im Dreisprung wurde sie 1993 Landesmeisterin.

## Persönliche Bestleistungen
- 100 m Hürden: ?
  - 50 m Hürden (Halle): 7,10 s, 13. März 1993 in Alpiarça (nationale Bestleistung)
  - 60 m Hürden (Halle): 8,73 s, 22. Februar 1986 in Madrid
- Weitsprung: 6,33 m, 3. März 1990 in Glasgow
- Dreisprung: 13,44 m, 4. März 1990 in Glasgow